# Physica D
Physica D: Nonlinear Phenomena is een internationaal, aan collegiale toetsing onderworpen wetenschappelijk tijdschrift op het gebied van de
mathematische fysica, met name chaostheorie. Het wordt uitgegeven door Elsevier en verschijnt maandelijks. Het eerste nummer verscheen in 1980.